# Bodrogkeresztúr
Bodrogkeresztúr ist eine Gemeinde im Komitat Borsod-Abaúj-Zemplén.
Sie ist namengebend für die mittel-kupferzeitliche Kultur zwischen Theiß und Karpatenbogen.

## Geografische Lage
Bodrogkeresztúr liegt im Norden Ungarns, 40 Kilometer vom Komitatssitz Miskolc entfernt.
Nachbargemeinden sind Bodrogkisfalud 1 km, Szegi 1 km und Tarcal 3 km.
Die nächste Stadt Tokaj ist 6 km von Bodrogkeresztúr entfernt.